# کبوتر تاج‌دار
کبوتر تاج‌دار (نام علمی: Goura) نام یک سرده از خانواده کبوتر است.